# Severus Piton
Severus Piton (Severus Snape) è un personaggio della serie fantasy Harry Potter, scritta e ideata dalla scrittrice britannica J. K. Rowling. Ex mangiamorte e membro dell'Ordine della Fenice, è il professore di Pozioni alla scuola di Hogwarts e direttore della casa di Serpeverde. Nei primi romanzi è etichettato come uno dei maggiori antagonisti del protagonista Harry Potter, a causa della somiglianza del ragazzo con il padre James, suo vecchio compagno di scuola e rivale; successivamente, nell'ultimo romanzo della serie, vengono riportati alla luce alcuni segreti di Piton che ne ribaltano completamente il ruolo.
Nell'adattamento cinematografico della serie il personaggio di Piton è stato interpretato dall'attore britannico Alan Rickman e doppiato in italiano da Francesco Vairano.

## Concezione e sviluppo
In un'intervista, la Rowling ha definito il personaggio un vero e proprio "antieroe", descrivendolo come "totalmente grigio", né totalmente buono né totalmente cattivo. La scrittrice rivelò di aver creato Piton ispirandosi al suo severo e burbero insegnante di chimica, John Nettleship. Durante varie interviste, la scrittrice ha sempre espresso una grandissima ammirazione nei confronti di Piton, definendolo uno dei suoi personaggi preferiti.
La Rowling è sempre stata meno disposta a parlare di Piton rispetto agli altri personaggi, perché le sue reali motivazioni sarebbero state rivelate solamente nell'ultimo libro. In ogni caso, ha fatto intendere più volte l'importanza del ruolo di Piton, suggerendo alle persone di "tener[lo] d'occhio". Nel 1999, rispondendo a una domanda riguardante la vita amorosa di Piton e il percorso di redenzione del personaggio, ha espresso la sua sorpresa per la lungimiranza. La Rowling ha inoltre rivelato che dopo la pubblicazione di Il prigioniero di Azkaban, una fan ha indovinato l'amore di Piton verso Lily, facendo sì che l'autrice si chiedesse come abbia potuto lasciarlo intendere. È però possibile riscontrare dei dettagli che suggeriscono il rimpianto per la morte di Lily già nel primo libro, infatti quando Piton si trova dinanzi a Harry per la prima volta gli chiede cosa si ottiene versando dell'asfodelo in un infuso di artemisia: nel linguaggio dei fiori queste due piante sono associate rispettivamente a un "ricordo oltre la tomba" e a un sentimento di rimpianto e amarezza; inoltre, l'asfodelo è una pianta liliacea come il giglio, in inglese lily, termine analogo al nome della madre di Harry.
Terminata la serie, l'autrice ha iniziato a parlare apertamente di Piton, discutendo il contrasto tra lo sviluppo del suo personaggio e quello di Albus Silente: ha affermato infatti che la serie è costruita attorno alle storie di Silente e Piton, e ha sostenuto che lei ha sempre saputo che quest'ultimo si sarebbe rivelato alla fine e che ha accuratamente delineato la sua storia attraverso la serie: "Ho dovuto lasciare indizi in tutto il percorso perché [...] quando avviene la scena della rivelazione, quando tutto cambia e si realizza [...] quali erano le motivazioni di Piton [...] sarebbe stato un grande imbroglio al lettore mostrargli un mucchio di cose che non aveva mai visto prima" La Rowling ha poi detto in un'intervista che voleva che Piton trovasse la redenzione e il perdono: "è un uomo complicato [...] era un essere umano imperfetto, come tutti noi. Harry lo perdona [...] vede infine il buono che c'era dentro di lui".

### Nome
Nell'edizione originale il cognome di Severus è Snape, che, per la somiglianza a snake (serpente), è stato reso in italiano come Piton (somigliante al termine italiano pitone). In realtà la Rowling ha dichiarato che il nome Snape deriva da un paese inglese trovato in una cartina geografica (Snape, nel Suffolk). Il nome "Severus", invece, deriva da quello di una strada di Clapham: la Rowling ha infatti affermato che quando abitava lì passava davanti al cartello riportante il nome della strada tutti i giorni per andare al lavoro, ed è per quel motivo che le è venuto in mente nel decidere il nome di battesimo di Piton.

## Biografia del personaggio

### Infanzia e adesione ai Mangiamorte
Severus Piton nasce a Spinner's End, dal babbano Tobias Piton e dalla strega Eileen Prince: la sua infanzia è segnata dai continui litigi dei genitori dovuti alla loro differente natura. Sin da piccolo inizia a manifestare un enorme interesse verso la magia, imparando a padroneggiare i suoi poteri in tenera età. Fa inoltre conoscenza con la piccola Lily Evans, che abita nel suo stesso quartiere: Severus le rivela la sua natura, affascinandola con i racconti del mondo magico e attirando così le ire e l'invidia di Petunia, sorella di Lily, desiderosa di essere anche lei una strega. Ammesso a Hogwarts, Severus viene smistato in Serpeverde, mentre Lily viene assegnata a Grifondoro; qui il ragazzo entra in rivalità con James Potter e Sirius Black, i quali, assieme a Remus Lupin e a Peter Minus, seppur questi in misura minore, iniziano a prenderlo di mira affibbiandogli il nomignolo di "Mocciosus". Nonostante l'appartenenza alle due case rivali, Severus resta un buon amico di Lily, della quale nel frattempo si è innamorato; tuttavia inizia anche ad avvicinarsi ad alcuni studenti destinati a diventare Mangiamorte una volta usciti da Hogwarts, con grande disappunto della ragazza. La sua carriera scolastica è particolarmente brillante: dimostra infatti una grande predisposizione alla preparazione delle pozioni e alla creazione di incantesimi, ma soprattutto un notevole interesse verso le Arti Oscure; prende quindi l'abitudine di annotare i suoi incantesimi e le correzioni alle ricette tradizionali delle pozioni nel suo libro di Pozioni avanzate sotto lo pseudonimo di "principe mezzosangue", soprannome nato dalla sua origine e dal cognome di sua madre. Durante i G.U.F.O, a seguito di un pesante scherzo inflittogli da James e Sirius e al conseguente intervento di Lily a difenderlo, Severus, non volendo mostrarsi difeso da una ragazza nata babbana davanti ai compagni Serpeverde, la insulta dandole della "sporca mezzosangue": Lily, profondamente offesa, taglia tutti i rapporti con il ragazzo. In seguito Lily inizia ad uscire con James, sposandolo dopo il diploma, mentre Severus si unisce alla causa di Lord Voldemort, rimanendo però innamorato dell'ormai ex amica.
Un giorno, tuttavia, Severus sente Sibilla Cooman pronunciare una profezia che prevede la caduta di Voldemort per mano di un ragazzo nato da genitori che lo hanno sfidato per tre volte, ma viene scoperto e cacciato prima di sentire la conclusione della profezia, che afferma che sarebbe stato Voldemort stesso a fornire al ragazzo i poteri necessari a ucciderlo. Piton riferisce la parte udita al Signore oscuro ed esso inizia a pensare che il ragazzo in questione possa essere il figlio di Lily e James, Harry: comprendendo che avrebbe assassinato anche Lily, Severus prima implora il mago oscuro, che apparentemente accetta di risparmiare Lily, poi si rivolge ad Albus Silente chiedendogli di proteggere i Potter. Il tradimento di Peter Minus, il quale fa ricadere la colpa su Sirius, tuttavia, fa sì che Voldemort rintracci ed uccida James e Lily, senza però riuscire ad uccidere Harry a causa della protezione che la madre, morta per proteggerlo, gli ha imposto. Devastato dalla morte della donna e in preda a un terribile senso di colpa, Severus decide di abbandonare i Mangiamorte ed acconsente a unirsi all'Ordine della Fenice come spia; Silente, facendo leva sui suoi sentimenti, lo porta a decidere di aiutarlo a proteggere Harry e lo assume come professore di pozioni, per convincere i Mangiamorte di avere una spia all'interno di Hogwarts.

### Carriera da professore a Hogwarts e morte

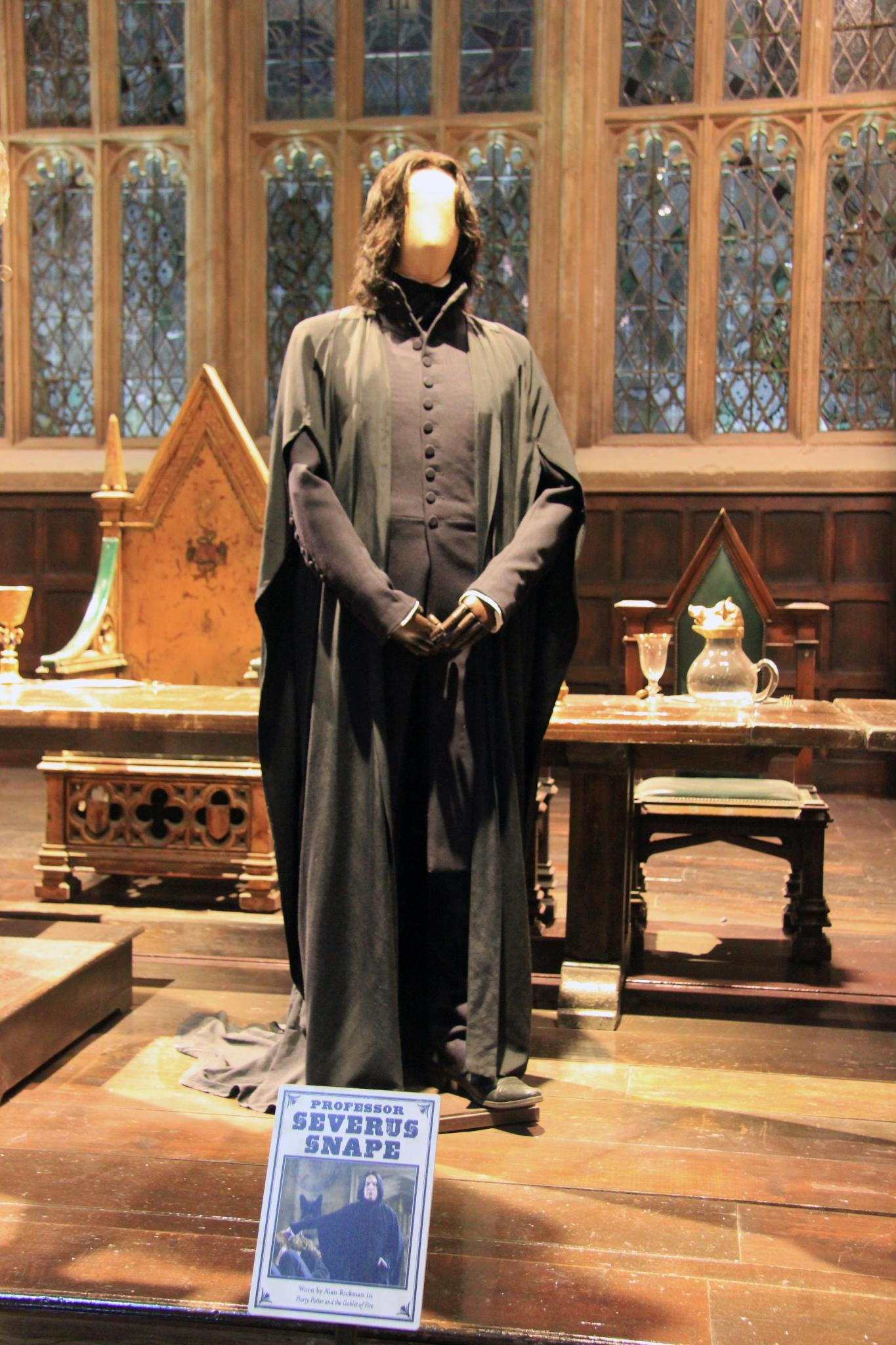
Manichino con gli abiti indossati da Piton nei film

Dopo l'assunzione, Severus continua ogni anno a fare richiesta per la cattedra di Difesa contro le Arti Oscure, ma Silente persiste nel rifiutargliela a causa di una maledizione imposta da Voldemort sulla materia quando Silente gli negò la stessa cattedra, che faceva sì che nessun professore potesse mantenere il posto per più di un anno. Quando Harry inizia il percorso scolastico ad Hogwarts, Severus inizia a disprezzarlo a causa della sua somiglianza con il padre James, notando tuttavia che il ragazzo ha ereditato gli occhi di Lily. Durante l'anno Piton si impegna, su richiesta di Silente, a tener d'occhio Quirinus Raptor, che, sotto possessione di Voldemort, è intenzionato a rubare la pietra filosofale per far risorgere il Signore oscuro. Dopo la fuga di Sirius da Azkaban, dove era stato rinchiuso ingiustamente per il falso omicidio di Minus, e l'assunzione di Lupin come insegnante di Difesa contro le Arti Oscure, Piton tenta in tutti i modi di riconsegnare il suo vecchio rivale ai dissennatori, ma grazie all'intervento di Harry, Ron Weasley ed Hermione Granger, consigliati da Silente, i suoi tentativi vengono resi vani; in compenso riesce a far cacciare Lupin dalla scuola rivelando la sua natura di lupo mannaro. Dopo il ritorno di Voldemort, Silente chiede a Piton di tornare a fare da spia tra i Mangiamorte; quando il preside si rende conto che Harry condivide un legame mentale con il Signore oscuro, chiede a Piton di insegnargli l'occlumanzia, ma il disprezzo reciproco che lega il professore e lo studente impedisce a quest'ultimo di padroneggiare la tecnica, facendolo cadere in una trappola ordita da Voldemort. Piton, tuttavia, riesce ad avvertire l'Ordine, che si prodiga per salvare il ragazzo, ma l'azione termina con la morte di Sirius. Quando poi Silente, da tempo alla ricerca degli Horcrux di Voldemort, si presenta a Hogwarts in fin di vita a causa di una maledizione posta a difesa dell'anello di Orvoloson Gaunt, Piton riesce a limitarne gli effetti, avvertendolo tuttavia che gli rimaneva comunque non più di un anno di vita, e gli rivela anche che il giovane Draco Malfoy, unitosi da poco ai Mangiamorte, intende ucciderlo su ordine di Voldemort. Silente e Piton pianificano quindi insieme la morte del preside, per impedire che il ragazzo si macchi di omicidio: Piton stringe quindi un Voto Infrangibile con Narcissa Malfoy, con il quale si impegna a proteggere il giovane e uccidere Silente nel caso in cui Draco avesse fallito. Nel mentre apprende da Silente che Harry è destinato a morire per eliminare Voldemort, poiché la notte che questi ha fallito nell'ucciderlo lo ha anche reso un Horcrux involontario. In quell'anno viene finalmente nominato professore di Difesa contro le Arti Oscure e, quando al termine dell'anno Silente si presenta a Hogwarts notevolmente indebolito dalle difese poste a guardia del medaglione di Serpeverde assieme a Harry, porta a compimento il loro piano uccidendo il preside e fuggendo da Hogwarts assieme ai Mangiamorte. Dopo la caduta del Ministero e di Hogwarts nelle mani di Voldemort, Piton viene nominato preside ed obbligato ad assumere i due Mangiamorte Alecto e Amycus Carrow come insegnanti di Babbanologia e Difesa contro le Arti Oscure, quest'ultima trasformata in un corso di Arti Oscure. Nonostante ciò supporta di nascosto Harry nella sua ricerca degli Horcrux, donandogli la spada di Grifondoro attraverso il suo Patronus. Quando Harry torna a Hogwarts, Piton è costretto a fuggire dagli altri professori. Nascostosi nella Stamberga Strillante, viene raggiunto da Voldemort: questi, convinto che Piton sia il vero padrone della Bacchetta di Sambuco in quanto assassino di Silente, suo precedente proprietario, lo colpisce e poi ordina al suo serpente Nagini di ucciderlo. Prima di morire, chiede a Harry di guardarlo, per poter vedere un'ultima volta gli occhi di Lily, e gli dona i suoi ricordi che gli rivelano il suo profondo amore per la madre, mai cessato, e il destino del ragazzo.
Dopo la fine della guerra, nonostante l'incarico gli sia durato meno di un anno, il suo ritratto viene appeso assieme a quello degli altri Presidi su richiesta di Harry.

## Descrizione

### Aspetto fisico
Severus Piton è descritto come un uomo alto e magro, dalla pelle giallognola, il naso lungo e adunco, i capelli lunghi, neri, lisci e spesso definiti "unti" e gli occhi neri e freddi. È spesso vestito con lunghi abiti neri svolazzanti, caratteristica che spinge gli studenti a paragonarlo a un grande pipistrello.

### Carattere e personalità

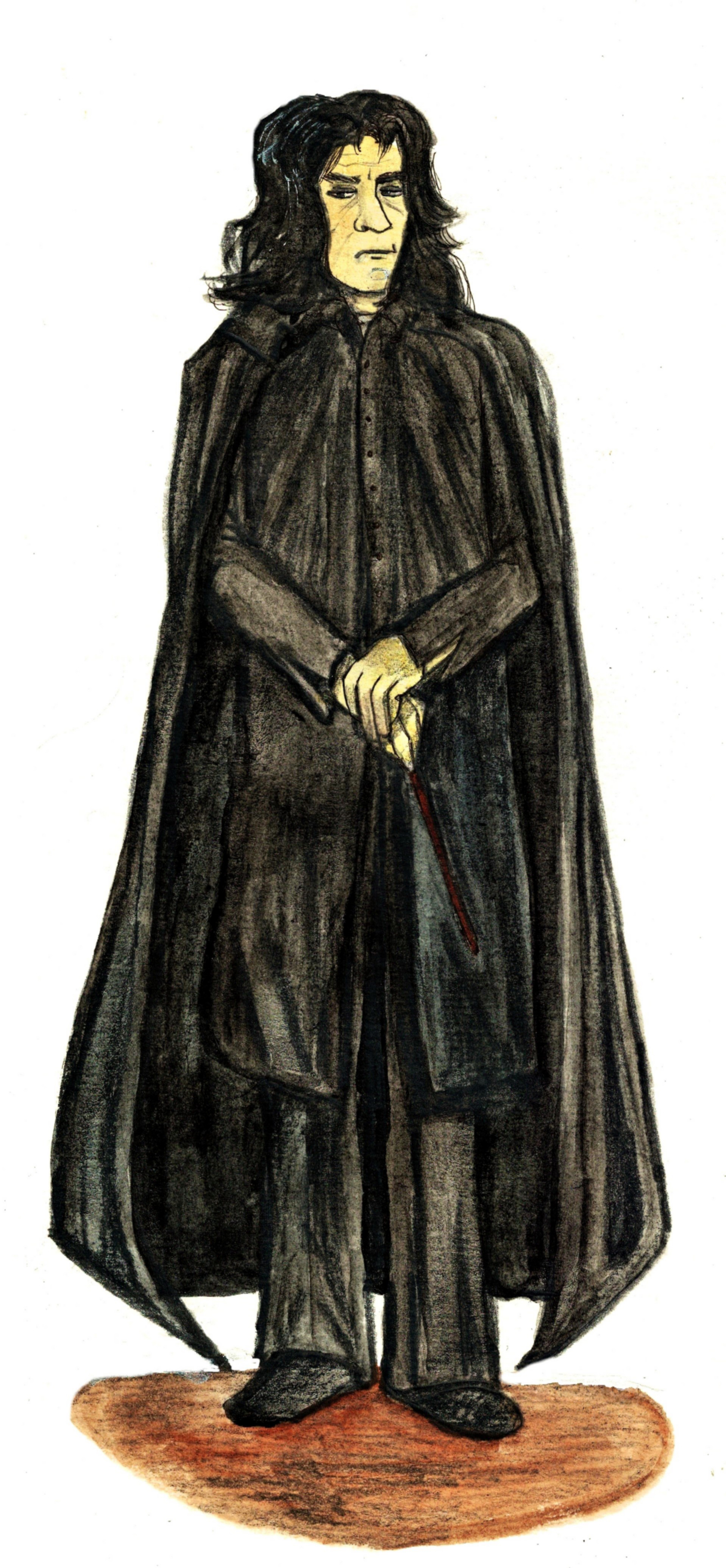
Rappresentazione artistica di Severus Piton

Severus Piton è uno dei personaggi più ambigui della serie. Inizialmente è presentato come uno dei principali antagonisti di Harry, convinzione che viene via via rafforzata nel corso dell'opera e giunge al culmine con l'omicidio di Silente nel sesto libro. L'immagine del Piton "cattivo" viene però totalmente sovvertita nel finale dell'ultimo libro della serie, dove vengono rivelati i profondi tormenti e le lotte personali che ha dovuto affrontare.
Piton è descritto come un personaggio severo, antipatico, freddo e cinico, che tende a palesi favoritismi verso gli studenti della sua casa, Serpeverde. In generale disprezza gli studenti delle altre case, in particolare quelli di Grifondoro, e tra i suoi bersagli preferiti vi sono Harry Potter, Hermione Granger e Neville Paciock. In realtà, il rapporto che ha con Harry è abbastanza complesso: sebbene lo disprezzi a causa della somiglianza con il padre James, anche a causa dei ripetuti scherzi subiti dal padre di Harry, scegliendo quindi di vedere in lui un ragazzo pieno di sé, arrogante e presuntuoso,
allo stesso tempo continua a proteggerlo per far sì che il figlio di Lily sopravviva nella sua lotta contro Voldemort. Harry scoprirà questo lato del professore, che lo porta a rivalutarlo, quando esso è ormai morto, e ciò lo porta, tempo dopo, a chiamare suo figlio Albus Severus. Anche il disprezzo che nutre nei confronti di Neville è causato dalla morte di Lily (oltre che dalle scarse capacità di Neville nelle pozioni): essendo infatti Neville un altro possibile bersaglio della Profezia oltre a Harry, Piton ritiene che se Voldemort avesse scelto lui e non il protagonista, la sua amata sarebbe ancora viva.
È poi uno degli uomini di fiducia di Silente: è stato il Preside, infatti, a convincere Piton a proteggere Harry facendo leva sulla morte di sua madre. Sempre per questo motivo gli chiede di tornare apparentemente fra i ranghi di Voldemort come spia e, infine, di ucciderlo per non farlo soffrire a causa della maledizione posta a protezione dell'anello di Orvoloson Gaunt.

### Poteri e oggetti magici
Piton possiede eccellenti capacità magiche. È un eccellente pozionista e un grande esperto di Arti Oscure, verso le quali nutre un interesse quasi morboso. È l'unico dei Mangiamorte a saper utilizzare un Patronus, il quale assume la forma di una cerva, come quello di Lily. Ha appreso da Voldemort la capacità di volare senza aver bisogno di una scopa. È molto abile sia nella Legilimanzia sia nell'Occlumanzia ed è particolarmente versato anche nella creazione di incantesimi: tra le sue creazioni vi sono il Sectumsempra, il Muffliato e il Levicorpus.

## Altri media

### Adattamenti cinematografici

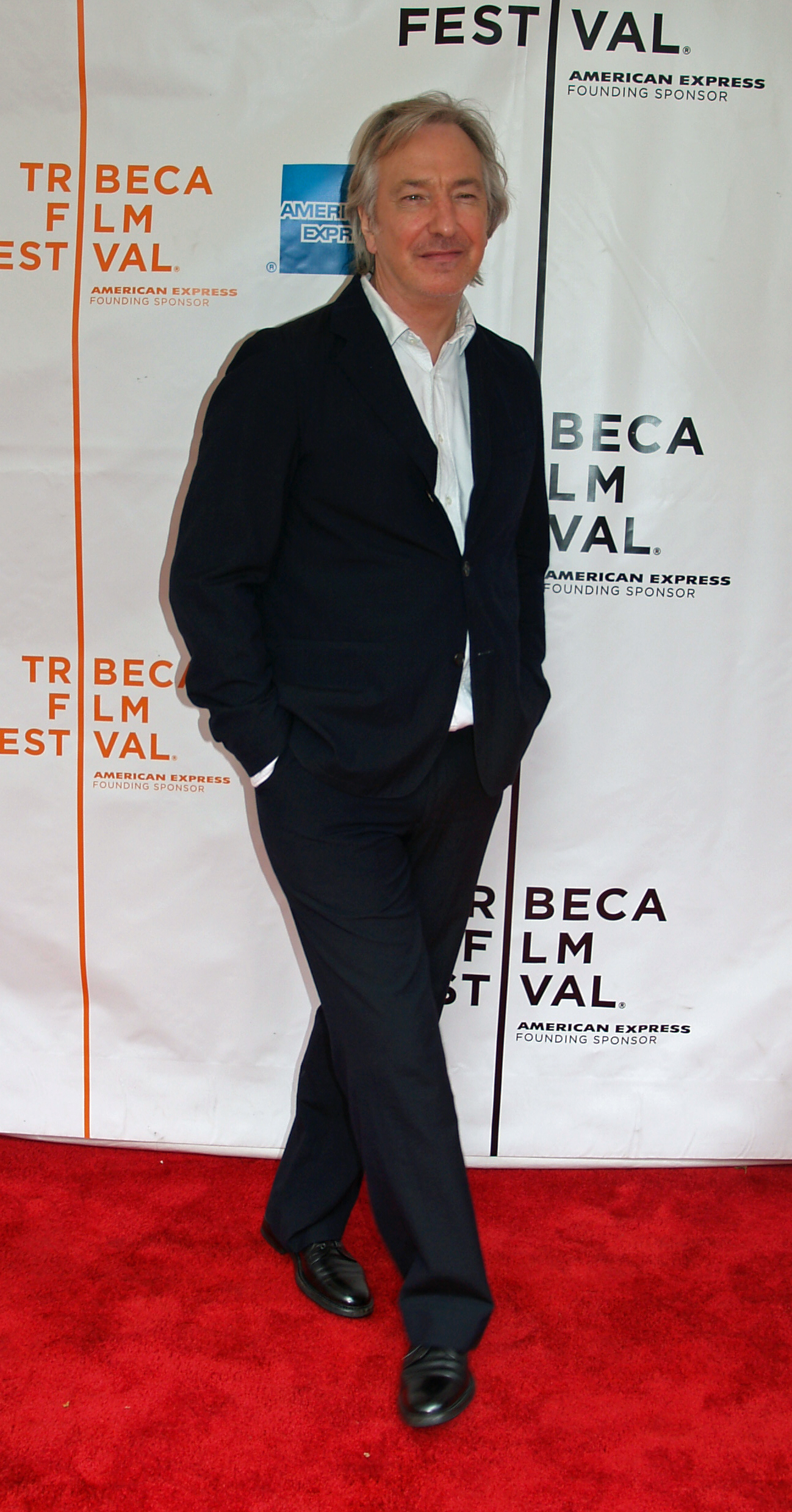
Alan Rickman al Tribeca Film Festival 2007

Severus Piton appare in tutti gli otto film della serie cinematografica, interpretato dall'attore britannico Alan Rickman: questi è stato scelto personalmente dalla Rowling come interprete del personaggio. Ha dovuto discutere con l'autrice riguardo l'interpretazione ed è uno dei pochi attori della serie con i quali ha parlato prima del completamento della serie rivelando loro il futuro del personaggio. "Ha saputo sin da subito che [Piton] è innamorato di Lily", ha detto la Rowling. "Doveva comprendere [...] da dove venisse l'amarezza verso un ragazzo che è l'esempio vivente della preferenza [di Lily] verso un altro uomo". Rickman ha usato la conoscenza della fedeltà ultima di Piton attraverso i film per decidere come interpretare certe scene, tracciare specifiche linee, o usare il linguaggio del corpo per far trasparire certe emozioni. Quando i registi gli chiedevano perché stesse recitando una scena in un certo modo, Rickman semplicemente rispondeva loro dicendo di conoscere qualcosa che loro non sapevano. Lo stesso Rickman si asteneva dal parlare di Piton, chiedendo ai lettori di aspettare e "vedere cosa si sarebbe rivelato" nel corso della storia; in ogni caso, ha chiarito che Piton è una persona complessa, molto rigida e piena di sé; in un'intervista ha poi approfondito la questione, dicendo che "Piton non è uno che ama gli scherzi, e ho paura che il suo senso umoristico sia estremamente ridotto [...] Ma in sua difesa posso aggiungere che non ha avuto un'adolescenza facile, soprattutto durante i suoi studi a Hogwarts". Ha inoltre detto che Piton è un personaggio affascinante, e che ha avuto un grande piacere nell'interpretare una persona così ambigua.
La performance di Rickman come Piton è stata acclamata dai fan, dalla critica e dalla stessa Rowling. Entertainment Weekly lo ha classificato come uno degli attori cinematografici più popolari nel 2007 per la sua interpretazione: "[...] Rickman non resta molto sullo schermo — ma possiede ogni minuto". Rickman ha inoltre notato la reazione dei fan; in un'intervista, ha detto che ha visto che le persone in generale adorano Piton. Rickman è stato candidato a svariati premi per la sua interpretazione di Piton, e nel 2011 la sua è stata definita come la migliore interpretazione di un personaggio in tutta la serie di Harry Potter.
In Harry Potter e l'Ordine della Fenice, un Piton quindicenne (interpretato da Alec Hopkins) fa una breve apparizione in un flashback. Nell'ultimo film Harry Potter e i Doni della Morte - Parte 2, il giovane Piton di circa dieci anni è interpretato da Benedict Clarke.
Prima che venisse offerto a Rickman, per il ruolo è stato proposto Tim Roth, che lo ha rifiutato per interpretare il Generale Thade ne Il pianeta delle scimmie.

### Adattamenti teatrali
Piton compare anche nell'opera teatrale Harry Potter e la maledizione dell'erede in cui, in una linea temporale alternativa, è sopravvissuto e insegna a Hogwarts sotto Voldemort, pur essendo affiliato all'Esercito di Silente. Saputo che Harry ha chiamato suo figlio Albus Severus si dice orgoglioso che costui porti anche il suo nome, prima di essere attaccato dai Dissennatori assieme a Ron ed Hermione.

### Adattamenti televisivi
Nella futura serie televisiva tratta dai romanzi di Rowling, il suo ruolo sarà rivestito da Paapa Essiedu.

## Accoglienza
IGN ha piazzato Piton al quinto posto nella lista dei migliori personaggi di Harry Potter, dicendo che lascia "un certo impatto nella serie", mentre Joe Utichi lo ha definito il suo personaggio preferito lodando il suo sviluppo caratteriale. Dopo l'uscita dell'ultimo film, MTV ha avviato un sondaggio pubblico per i fan per votare il miglior personaggio della serie e Piton si è piazzato al primo posto. Nello stesso periodo, Empire ha bandito anch'esso un sondaggio per determinare i migliori 25 personaggi della serie, e Piton si è piazzato nuovamente in cima alla lista. Nel maggio 2011, Piton è stato nuovamente nominato miglior personaggio della serie in un nuovo sondaggio edito dalla casa editrice Bloomsbury. Nel 2014, WatchMojo lo ha messo alla prima posizione della lista dei 10 migliori personaggi di Harry Potter.

### Critica
Piton è uno dei personaggi più apprezzati della serie di Harry Potter. Ha ricevuto ottime critiche sia da persone popolari nel mondo letterario, come Stephen Fry, che cinematografico, come il regista David Yates, che ha diretto gli ultimi quattro adattamenti dei romanzi di Harry Potter. La stessa autrice si è detta sorpresa del grandissimo successo ottenuto dal suo personaggio. Joyce Millman, nel suo saggio To Sir with Love contenuto nel libro Mapping the World of Harry Potter, suggerisce che Piton derivi dalla tradizione dell'eroe romantico di Heathcliff di Cime tempestose.
Jenny Sawyer di The Christian Science Monitor ha commentato lo sviluppo del personaggio attraverso la serie: lei afferma che Piton è l'unico personaggio che ha una scelta da compiere e che lotta per fare la cosa giusta, quindi l'unico a dover affrontare una lotta contro sé stesso. Ritiene che la popolarità del personaggio è dovuta al viaggio morale e alla crisi interiore che subisce durante la serie, come se la lotta dell'eroe e la preziosa redenzione fossero ciò che realmente conta: "[Piton è] un personaggio che desidera ardentemente la redenzione. Ed è precisamente questo bisogno di risoluzione —il nostro desiderio di conoscere il vero Piton e di capire le sue scelte— che fa di lui il personaggio più irresistibile dell'epica di Harry Potter". Kit Harington ha definito Piton "il miglior personaggio di sempre [...] tragico, meraviglioso, geniale", dichiarandosi poi interessato a interpretarlo in un prequel incentrato sulla sua adolescenza. Segno del grande apprezzamento del pubblico, appare in alcune liste dedicate ai migliori personaggi della serie. Fu eletto personaggio preferito della serie in un sondaggio indetto nel 2011 dalla Bloomsbury Publishing e al quale parteciparono 70.000 persone. Si muove controcorrente Screen Rant, che asserisce «sebbene si scopra che stava da sempre combattendo dalla parte dei buoni e per proteggere Harry, resta pur sempre violento e maligno (...) non è mai stato il personaggio preferito dai fan.»
La rivelazione finale della lealtà di Piton in Harry Potter e i Doni della Morte è stata accolta positivamente dai fan e dalla critica. Daniel Radcliffe, che interpreta Harry nei film, ha espresso la sua approvazione dicendo che gli ha fatto piacere vedere avverarsi la teoria che Piton si sarebbe rivelato una sorta di eroe tragico. Elizabeth Hand de The Washington Post ha scritto che "[il] Piton maligno non scende in campo fino all'ultima parte de i Doni della Morte ma quando lo fa il libro diventa suo: il destino di Piton, più di quello di Voldemort, forse anche più di quello di Harry, è il più straziante, sorprendente e soddisfacente di tutti i traguardi della Rowling".

### Influenza culturale
Piton è stato parodiato assieme ad altri personaggi della serie. In uno sketch del 2004 al Saturday Night Live nel quale Lindsay Lohan compare come Hermione Granger, Piton è interpretato da Will Forte. Comic Relief ha distribuito un breve filmato intitolato Harry Potter and the Secret Chamberpot of Azerbaijan, dove Piton è interpretato da Jeremy Irons. Piton compare anche nella parodia Louis Potter and the Philosopher's Scone nello show Big Impression, interpretato da Alistair McGowan. Negli sketch Harry Bladder dello show All That, Piton compare come Professor Chafe (interpretato da Jeremy Rowley), le cui gambe hanno una brutta irritazione che lo fanno essere irragionevolmente cattivo. Nel 2016, è stato pubblicato online il prequel prodotto da fan Severus Snape and the Marauders, dove Piton è interpretato da Morgana Ignis (al secolo Mick). Piton è poi rappresentato in uno dei 15 francobolli della serie che nell'ottobre 2018 le poste britanniche hanno dedicato alla serie di Harry Potter.

#### Snapewives
Il fandom di Piton è sfociato nel fanatismo nel caso della setta delle Snapewives (anche conosciute come Snapefen), attiva per un paio di anni durante la metà degli anni 2000. Le Snapewives veneravano letteralmente il personaggio potteriano, lo celebravano con veri e propri rituali ed erano convinte di poter interagire con lo spirito del personaggio, talvolta avendo veri e propri rapporti sessuali con lui. Al fenomeno delle Snapewives sono stati dedicati approfondimenti in saggi sui temi del fandom e la finzione.